# Huvudtransplantation
En huvudtransplantation är ett kirurgiskt ingrepp som involverar transplantation av ett huvud från en levande individs kropp till en annan. Syftet är att en individ med fysisk funktionsnedsättning ska få en frisk kropp.

## Medicinska utmaningar
- Som med alla organtransplantationer är det nödvändigt att bibehålla immunsvaret för att undvika avstötning.
- Hjärnan är starkt beroende av ett kontinuerligt blodflöde. Hjärnskador kan uppstå omedelbart vid syrebrist.
- Det autonoma nervsystemet styr viktiga funktioner som andning och hjärtslag och styrs till stor del från hjärnstammen. Om den mottagande kroppens huvud avlägsnas kan detta inte längre fungera. Dessutom måste varje nerv som ansluts till huvudet via ryggmärgen kopplas till en motsvarande nerv i mottagarkroppens ryggmärg för att hjärnan ska kunna kontrollera rörelser och hantera sinnen.
- Risken för långvarig neuropatisk smärta är hög.[2]

## Försök på djur

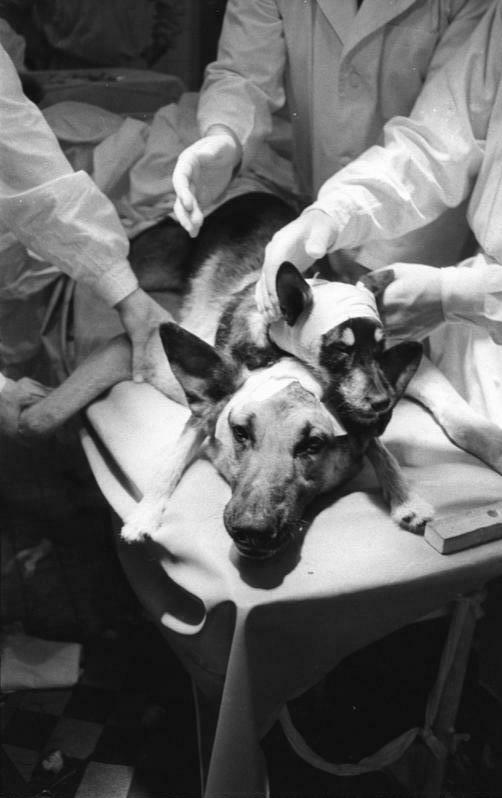
Transplantation av ett hundhuvud utfört i Östtyskland av Vladimir Demikhov den 13 januari 1959.

Alexis Carrel var en fransk kirurg som utvecklade kirurgiska metoder för att koppla ihop blodkärl i samband med organtransplantationer. År 1908 samarbetade han med amerikanen Charles Claude Guthrie för att transplantera en hunds huvud på annan hunds kropp. Det transplanterade huvudet visade tidigt vissa reflexer men försämrades snabbt och djuret avlivades efter några timmar. Carrels fick senare ett Nobelpris.
År 1954 utförde Vladimir Demikhov, en sovjetisk kirurg som tidigare hade gjort viktiga framsteg för att förbättra kranskärlsoperationer, ett experiment där han transplanterade en hunds huvud och överkropp, inklusive frambenen, på en annan hunds kropp. De transplanterade kroppsdelarna kunde röra sig och reagera på stimulans. De flesta hundarna överlevde några dagar varav en överlevde 29 dagar. Djuren dog på grund av avstötning.
År 2012 publicerade Xiaoping Ren en avhandling om hur han hade genomfört huvudtransplantationer på möss. Fokus låg på hur man undviker skada från förlust av blodtillförsel. Mössen överlevde upp till sex månader.
År 2015 publicerade Ren ett arbete där han skar av huvuden på möss men lämnade hjärnstammen på plats och sedan kopplade donatorhuvudets kärl till mottagarkroppen; detta arbete var ett försök att undersöka om det var möjligt att hålla det mottagande djurets kropp vid liv utan livsuppehållande behandling. Allt tidigare experimentellt arbete som involverade att avlägsna den mottagande kroppens huvud hade skurit av huvudet längre ner, strax under tappkotan. Ren använde också hypotermibehandling för att skydda hjärnan under operationen.

## Huvudtransplantation på människor
År 2013 publicerade Sergio Canavero ett protokoll där han hävdade att transplantation av mänskligt huvud numera var möjligt. Valerij Spiridonov, en funktionshindrad rysk man, erbjöd sig frivilligt att vara den första människan att genomgå en huvudtransplantation. Canavero uppgav en uppskattad framgångssannolikhet på 90 procent för operationen. Trots detta ändrade sig Spiridonov senare efter att ha blivit förälder och beslutade att avboka operationen.
Under 2016 publicerade Ren och Canavero ett protokoll som behandlade strategier för nervskydd vid potentiella huvudtransplantationer. De diskuterade olika metoder för att koppla ihop kärlsystemet, användningen av olika nivåer av hypotermi, användningen av blodsubstitut och möjligheten att använda svavelväte som ett nervskyddande medel.
År 2017 utförde Canavero tillsammans med Ren och deras kollegor från Harbins Medicinska Universitet en huvudtransplantation mellan två hjärndöda människor. Operationen tog totalt 18 timmar att slutföra och påstås ha varit lyckad.

## Reaktioner
Experters reaktioner på Canaveros forskning kring huvudtransplantationer på människor har generellt sett varit negativa.